# Hunsbosjön
Hunsbosjön är en sjö i Söderhamns kommun i Hälsingland och ingår i Ljusnans huvudavrinningsområde. Sjön har en area på 0,663 kvadratkilometer och ligger 59,7 meter över havet. Sjön avvattnas av vattendraget Lötån.

## Delavrinningsområde
Hunsbosjön ingår i det delavrinningsområde (678268-155852) som SMHI kallar för Utloppet av Hunsbosjön. Medelhöjden är 75 meter över havet och ytan är 4,77 kvadratkilometer. Räknas de 6 avrinningsområdena uppströms in blir den ackumulerade arean 7,74 kvadratkilometer. Lötån som avvattnar avrinningsområdet har biflödesordning 2, vilket innebär att vattnet flödar genom totalt 2 vattendrag innan det når havet efter 40 kilometer. Avrinningsområdet består mestadels av skog (74 procent). Avrinningsområdet har 0,65 kvadratkilometer vattenytor vilket ger det en sjöprocent på 13,6 procent.